# 拉姆普拉普尔
拉姆普拉普尔（Rampura Phul），是印度旁遮普邦珀丁达县的一个城镇。总人口42820（2001年）。

## 人口
该地2001年总人口42820人，其中男性22758人，女性20062人；0—6岁人口5021人，其中男2846人，女2175人；识字率65.68%，其中男性为70.16%，女性为60.60%。